# Hancock Lee Jackson

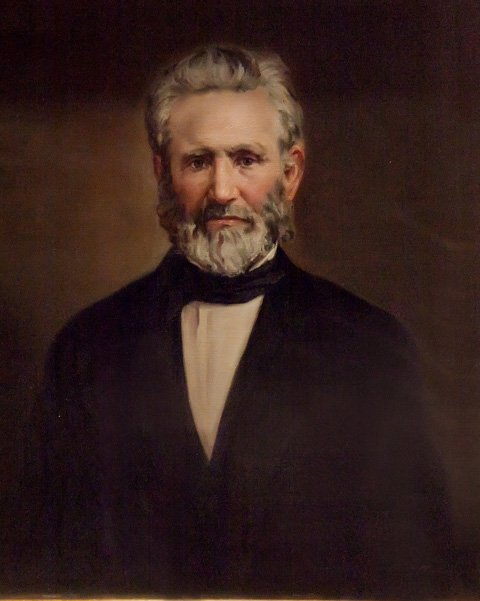
Hancock Lee Jackson

Hancock Lee Jackson (* 12. Mai 1796 im Madison County, Kentucky; † 19. März 1876 in Salem, Oregon) war ein US-amerikanischer Politiker (Demokratische Partei) und im Jahr 1857 der 13. Gouverneur von Missouri.

## Frühe Jahre und Aufstieg
Hancock Jackson besuchte die örtlichen Schulen seiner Heimat in Kentucky. Im Jahr 1821 zog er nach Missouri, wo er ab 1829 politisch aktiv war. In diesem Jahr wurde er zum Sheriff im Randolph County gewählt. Im Jahr 1845 war er Delegierter auf einer Konferenz zur Überarbeitung der Landesverfassung von Missouri. Zwischen 1851 und 1855 war er Mitglied des Staatssenats.

## Politische Laufbahn
Im Jahr 1856 wurde er als demokratischer Kandidat zum Vizegouverneur seines Staates gewählt. Als der mit ihm gewählte Gouverneur Trusten Polk am 27. Februar 1857 von seinem Amt zurücktrat, um in den US-Senat zu wechseln, musste Jackson das Gouverneursamt bis zu einer Neuwahl ausüben. Damit war er zwischen dem 27. Februar und dem 22. Oktober 1857 Gouverneur von Missouri. Danach wurde er bis 1861 wieder Vizegouverneur. Ein Versuch, selbst zum Gouverneur gewählt zu werden, scheiterte im Jahr 1860.
Danach war er US Marshal für das westliche Missouri. Nach der Wahl von Abraham Lincoln trat er von diesem Posten zurück. Im Jahr 1865 zog er nach Oregon, wo er am 19. März 1876 verstarb. Hancock Jackson war mit Ursley Oldham verheiratet, mit der er elf Kinder hatte.